# إعادة تدوير النفايات في الولايات المتحدة الأمريكية

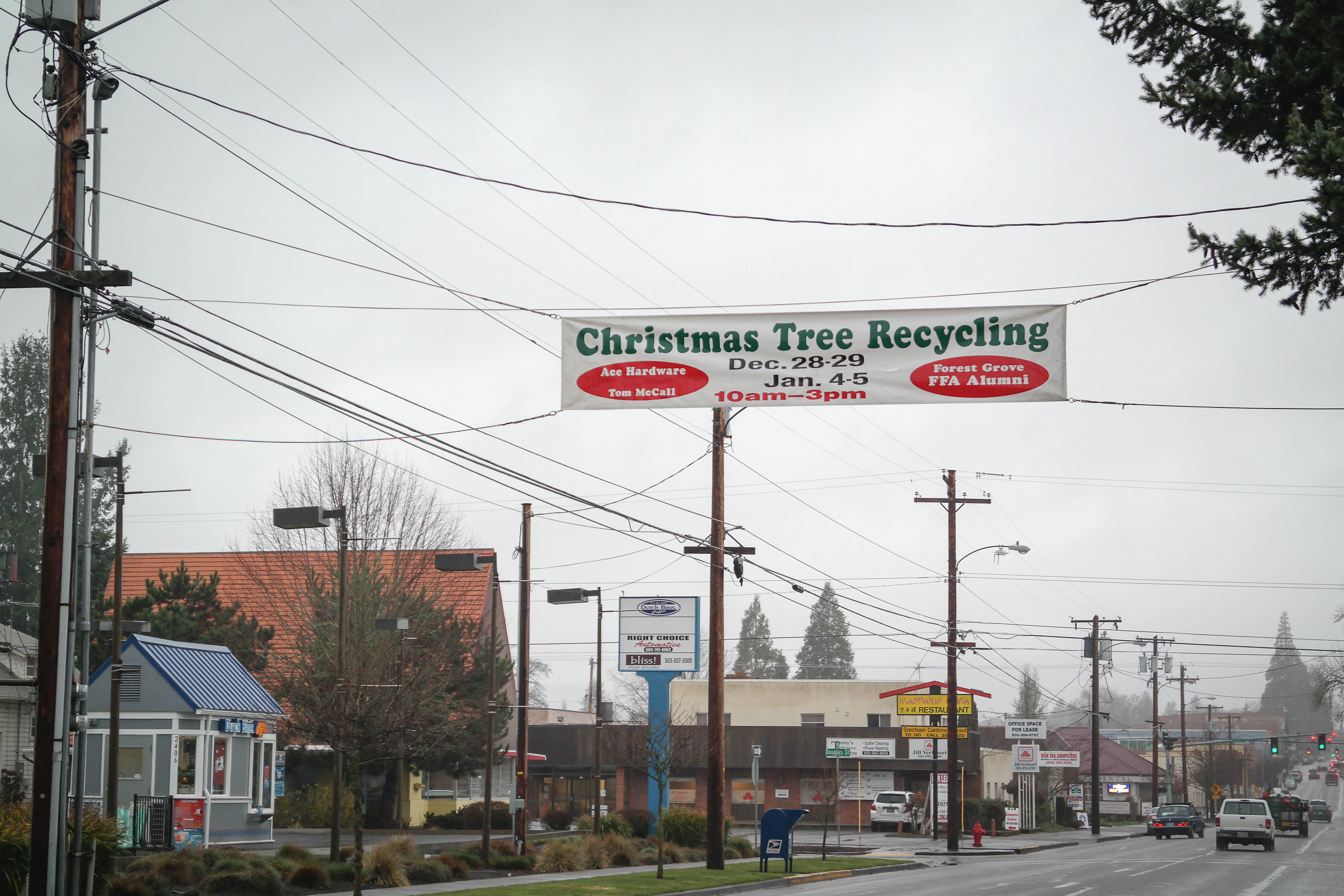
تذكير بإعادة تدوير شجرة عيد الميلاد في فورست غروف، أوريغون

لا يوجد قانون وطني يفرض إعادة تدوير النفايات في الولايات المتحدة الأمريكية، وغالبًا ما تقدم حكومات الولايات والحكومات المحلية متطلبات إعادة التدوير الخاصة بها. بلغ معدل إعادة التدوير/تسميد للنفايات الصلبة البلدية في الولايات المتحدة في عام 2014 34.6%. أقرت عدد من الولايات الأمريكية، بما في ذلك كاليفورنيا وكونيتيكت وديلاوير وهاواي وأيوا وماين وماساتشوستس وميشيغان ونيويورك وأوريغون وفيرمونت، قوانين تحدد الودائع أو صرف المال على حاويات المشروبات، بينما تعتمد السلطات القضائية الأخرى على أهداف إعادة التدوير أو حظر طمر المواد القابلة لإعادة التدوير.

## التشريع الوطني

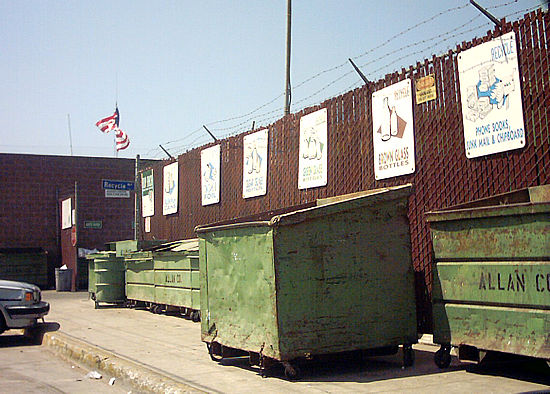
مركز جمع النفايات القابلة لإعادة التدوير في سانتا مونيكا، كاليفورنيا.

على المستوى الوطني، تشرف وكالة حماية البيئة بالولايات المتحدة، على مجموعة متنوعة من القضايا المتعلقة بالنفايات بموجب قانون الحفاظ على الموارد واعادة تدويرها. ويشمل ذلك تنظيم النفايات الخطرة ولوائح مدافن النفايات ووضع أهداف لإعادة التدوير. تعد وزارة التجارة مسؤولة أيضًا عن المساعدة في تطوير أسواق السلع المعاد تدويرها.

## تشريعات الولاية والتشريعات المحلية
تُشرع تشريعات إعادة التدوير الأكثر تحديدًا من قبل حكومة المدينة أو حكومات الولايات. يقع تنظيم الدولة في فئتين رئيسيتين: حظر مطامر النفايات وأهداف إعادة التدوير. حظر مكبات النفايات غير القانونية للتخلص من المواد المذكورة في مكب النفايات. تتضمن هذه العناصر عادةً نفايات الساحات والزيوت والمواد القابلة لإعادة التدوير التي تُجمع بسهولة في برامج إعادة التدوير بجانب الرصيف. تشمل الولايات التي تُحظر فيها المواد القابلة للتدوير في مدافن النفايات، ويسكونسن ومينيسوتا وميشيغان وكارولاينا الشمالية. تركز ولايات أخرى على أهداف إعادة التدوير. وتشمل هذه الولايات، ولاية كاليفورنيا وإلينوي. إحدى الطرق التي تشجع فيها بعض الولايات على إعادة تدوير حاويات مشروبات معينة هي من خلال تمرير فاتورة على الزجاجات.
أقر عدد من الولايات الأمريكية، مثل كاليفورنيا وهاواي وأوريجون وكونيتيكت وديلاوير وماين وفيرمونت وماساتشوستس وأيوا وميشيغان ونيويورك، قوانين تحدد الودائع أو صرف المال على حاويات المشروبات من أجل تعزيز إعادة الاستخدام وإعادة التدوير.
معظمها خمسة سنتات لكل علبة أو زجاجة. حافظت ميشيغان على قيمة إيداع 10 في المائة للزجاجات والعلب منذ عام 1976. 

### إعادة التدوير الإلزامي
وضعت بعض المدن مثل سياتل، وبعض الولايات مثل كونيتيكت، قوانين إلزامية لإعادة التدوير والتي قد تغرم المواطنين الذين يتخلصون من نسبة معينة من المواد القابلة لإعادة التدوير في نفايات القمامة الخاصة بهم. استخدمت فيرمونت أيضًا حظرًا لطمر نفايات المواد القابلة لإعادة التدوير ومخلفات الطعام والحدائق والأخشاب. هناك أيضًا برامج تطوعية وبرامج تعليمية لزيادة إعادة التدوير، وهي برامج لا يفرضها القانون.
يُحظر التخلص من المواد القابلة للتدوير في القمامة من المنازل والشركات والشقق. بالنسبة للأعمال التجارية، قد يشمل ذلك حظر التخلص من نفايات الورق المقوى والورق ونفايات الحدائق في القمامة. بالنسبة للشقق والمنازل، فيُحظر التخلص من الزجاج والورق والكرتون والألمنيوم والبلاستيك في القمامة. أما بالنسبة للشركات والشقق، فإذا وجد جامعو القمامة أكثر من 10 في المائة من الحاوية مليئة بالمواد القابلة لإعادة التدوير، يتركون بطاقة. عند الحصول على ثلاث بطاقات، يحصل المستأجرون في الشركة أو الشقة على غرامة قدرها 50 دولارًا. ومع ذلك، فلا تواجه الأسر خطر التعرض للغرامات. إذا وجد جامعو القمامة احتواء القمامة على أكثر من 10 في المائة من المواد القابلة لإعادة التدوير، يتركون بطاقة تطلب من الأسرة فصل القمامة القابلة لإعادة التدوير لجمعها الأسبوع المقبل.

### نقد إعادة التدوير الإلزامي
ادعى جون تيرني في مقال نشر عام 1996 في صحيفة نيويورك تايمز، أمر الحكومة بإهدار إعادة التدوير موارد أكثر مما توفره. تلقت مقالة تيرني نقدًا مرجعيًا من صندوق الدفاع البيئي، الذي أشار إلى «اعتماد المقالة بشكل كبير على الاقتباسات والمعلومات المقدمة من مجموعة من الاستشاريين ومراكز الفكر التي لديها اعتراضات أيديولوجية قوية على إعادة التدوير أو لديها مصلحة مالية خاصة في معارضتها». 
نشر دانيال ك. بنجامين (أستاذ الاقتصاد في جامعة كليمسون) في عام 2003، ورقة من خلال مركز أبحاث الملكية والبيئة، كرر فيها العديد من النقاط التي أُثيرت في مقال نيويورك تايمز، ودعمها من خلال كتابته تحقيقًا مُفصلًا عن صناعة إعادة التدوير في الولايات المتحدة. تابع ذلك في عام 2010 بإلقاء نظرة محدثة على سياسات إعادة التدوير في الولايات المتحدة، ووجد أنها لم تتغير كثيرًا.

## التبعات المالية
عندما كانت صناعة إعادة التدوير في بداياتها في الولايات المتحدة، تجاوزت التكاليف المالية لجمع وإيداع ومعالجة المواد القابلة لإعادة التدوير تكاليف التخلص من النفايات. جادل بعض معارضي إعادة التدوير في أن دعم الدولة لإعادة التدوير قد يكون أكثر تكلفة من الناحية المالية من البدائل مثل التخلص من مدافن النفايات على المدى القصير. على سبيل المثال، كلفت جهود إعادة التدوير في مدينة نيويورك 57 مليون دولارًا في عام 2002 وكلفت المدينة بحلول عام 2015، 300 دولارًا أمريكيًا أكثر لإعادة تدوير كل طن من النفايات بدل تفريغها في مكب النفايات. لدحض هذه الحجة، أشار الناس إلى تعويض الفوائد الاجتماعية الناجمة للمجتمع بسبب إعادة التدوير ارتفاع في التكلفة. تعد نفايات مدافن النفايات استخدامًا غير فعال للموارد، بالإضافة إلى مساهمتها في الاحترار العالمي من خلال إطلاق غاز الميثان في الغلاف الجوي عندما لا يُحصد بشكل غير كامل، ومن خلال تلوث المياه الجوفية والمجاري المائية. لا تؤخذ في عين الاعتبار التكاليف المالية والاجتماعية طويلة الأجل للتلوث الناجم عن النفايات المطمورة.
ومع ذلك، هناك الآن حوافز اقتصادية لإعادة التدوير في العديد من مناطق البلاد. حققت فورت وورث تكساس في وقت مبكر من عام 2003، مليون دولار من برنامج إعادة التدوير. وبالمثل، بدأ برنامج إعادة التدوير في مقاطعة واكيشا في ولاية ويسكونسن العمل بإيرادات إيجابية في عام 2004. في الآونة الأخيرة، بدأت مقاطعة واكيشا في تلقي 6.50 دولارًا للطن على هيئة مكافأة على المواد القابلة لإعادة التدوير القادمة إلى مرفق إعادة تدوير المواد الخاص بها. بعد الجمع بين متوسط الإيرادات من بيع المواد مطروحًا منه التكاليف طويلة الأجل الناجمة عند دفن العناصر، فإن متوسط إجمالي الإيرادات المفقودة (حصة المقاطعة) للمواد القابلة لإعادة التدوير التي تُلقى في المكب هو 112.50 دولارًا.

## حالة إعادة التدوير

### إحصائيات إعادة التدوير
لإحصائيات إعادة التدوير (حوالي 2014) أرقام مماثلة اعتبارًا من عام 2015:
- أنتجت الولايات المتحدة في عام 2014 ما يقرب من 258 مليون طن من النفايات في المتوسط.
  - أُعيد تدوير 34.6٪ منها.
  - حُرق 12.8٪ لاستعادة الطاقة.
  - دُفن 52.6٪ منها.
- يُولد 4.4 رطل (2.0 كجم) من القمامة للفرد في اليوم في الولايات المتحدة.

### المواد المعاد تدويرها والتي تذهب إلى مكب النفايات
ذكرت صحيفة نيويورك تايمز في مايو 2018 أنه يُرسل في بعض الحالات 25 ٪ من جميع المواد القابلة لإعادة التدوير التي جُمعت إلى مكب النفايات.

### إعادة التدوير حسب نوع المواد
تختلف معدلات إعادة التدوير حسب المواد ونوع المنتج.
- 64.7٪ من الورق.
- 33.0٪ من الفولاذ.
- 26.0٪ من الزجاج.
- 19.8٪ من الألمنيوم.
- 9.5٪ من البلاستيك.